# فرناندو أليند
فرناندو أليند (بالإسبانية: Fernando Allende)‏ هو مغني ومنتج أفلام ورسام ومخرج وممثل مكسيكي، ولد في 10 نوفمبر 1952 في مدينة مكسيكو في المكسيك.

## أعمال

### أفلام
- (1989) ستالينغراد

## وصلات خارجية
- فرناندو أليند على موقع IMDb (الإنجليزية)
- فرناندو أليند على موقع ألو سيني (الفرنسية)
- فرناندو أليند على موقع أول موفي (الإنجليزية)
- فرناندو أليند على موقع قاعدة بيانات الأفلام السويدية (السويدية)
- فرناندو أليند على موقع قاعدة بيانات الفيلم (الإنجليزية)
- فرناندو أليند على موقع كينوبويسك (الروسية)